# Celebarches albitarsis
Celebarches albitarsis är en stekelart som först beskrevs av Cameron 1903.  Celebarches albitarsis ingår i släktet Celebarches och familjen brokparasitsteklar. Inga underarter finns listade.